# Take Air (авіакомпанія)
Take Air — французька авіакомпанія, що базується на Мартиніці. Виконує регулярні рейси по Карибським островам.

## Історія
Заснована в кінці 2006 року. У грудні був зареєстрований перший літак авіакомпанії (Let L-410 Turbolet), який до березня 2007 року мав наліт понад 300 годин. 18 березня 2007 року компанією було придбано другий L-410, який після проходження всіх формальностей був прийнятий до польотів.
Крім діяльності під власним брендом авіакомпанія виконує рейси від імені віртуального перевізника AirStMaarten, який не має літаків у своєму парку.

## Напрями
Take Air виконує регулярні рейси, що зв'язують Мартиніку з наступними островами:
- Сен-Мартен
- Антигуа
- Гваделупа
- Домініка
- Сент-Люсія
- Сент-Вінсент
- Кануан
- Юніон

## Флот
Станом на березень 2007 року флот компанії складався з таких літаків:
- Let L-410 UVP-E20 — 2 одиниці.